# Karl Böhm
Karl August Leopold Böhm (Graz, 28 de agosto de 1894 — Salzburgo, 14 de agosto de 1981) foi um maestro austríaco, considerado um dos principais da música clássica do pós-guerra. Foi um especialista das obras de Strauss, Wagner e Mozart.

## Biografia

### Primeiros anos
Karl Böhm nasceu em Graz, na Áustria, em 28 de agosto de 1894, filho de pai alemão, da zona da Boémia, e de mãe francesa, da região da Alsácia. O seu pai, Leopold Böhm, era advogado.
Em 1913, Böhm estuda música com Eusebius Mandyczewski, arquivista da Gesellschaft der Musikfreunde (Sociedade dos Amigos da Música), e amigo de Johannes Brahms. 
Durante a Primeira Guerra Mundial, serve no exército austríaco, ao mesmo tempo que estudava música. Em 18 de março de 1917, Böhm atua, pela primeira vez, como maestro, em Graz, conduzindo a obra Er und seine Schwester, de Bernhard Buchbinder. Após a guerra, tira o doutoramento em Direito, em 1919.
Por recomendação do maestro Karl Muck, Bruno Walter contrata Böhm como assistente, para a Bavarian State Opera, de Munique, em 1921. Dois anos depois, em 1923, Böhm conduz a sua primeira ópera de Richard Strauss, Ariadne auf Naxos. Trabalharía com Walter durante seis anos, durante os quais conduziu cerca de 528 concertos de 73 óperas distintas. 
Em 1927, torna-se Diretor Musical , em Darmstadt. Esta nova experiência deu-lhe a conhecer as óperas modernas de Alban Berg, como Wozzeck. Nas comemorações dos 150 anos do nascimento de Beethoven, em 1930, Böhm conduziu a Sinfonia nº 9, tendo recebido as melhores críticas pela sua performance.
Em 1931, é o diretor de Ópera de Hamburgo. Conhece Strauss em 1933, tendo criado uma amizade que duraria 16 anos. Strauss dá a conhecer as obras de Mozart. Em 1 de janeiro de 1934, Böhm é nomeado diretor da Dresden State Opera, sucedendo a Fritz Busch no cargo. Em 1941, é designado para o cargo de diretor da Ópera Estatal de Viena, que teria início em 1 de janeiro de 1943; anos mais tarde, em 1 de setembro de 1954, é nomeado diretor pela segunda vez.

### Período de regime nazi
Como maestro, Böhm faz a sua primeira atuação em Londres, no ano de 1936, com a obra Der Rosenkavalier. Dois anos depois, conduz a ópera Don Giovanni, de Mozart, pela primeira vez, em Salzburgo. Conduziria esta mesma ópera, em 1948, no Teatro La Scala, de Milão, na sua estreia nesta cidade; esta obra seria a sua estreia em Nova Iorque, no Metropolitan Opera, em 1957.
Em 1944, grava a sua primeira ópera completa -Ariadne auf Naxos-, tocando na gala de homenagem a Richard Strauss, que completava 80 anos, na Vienna State Opera. Böhm dedicará grande parte da sua carreira dirigindo as composições de Strauss, que tinha sido colocado de parte durante o regime nazi. O próprio Böhm foi proibido de atuar no período do pós-guerra, até 1947, durante as investigações efetuadas a cidadãos austro-alemães, com suspeita de terem participado no regime nazi. 

### Década de 1950
Entre 1950 e 1953, Karl Böhm é diretor das temporadas alemãs no Teatro Colón, em Buenos Aires. Numa dessas apresentações, Böhm dirige a peça Wozzeck, de Alban Berg, indicada pela crítica jornalística, como um marco na história musical da Argentina; esta atuação levou a que as obras de Büchner fossem traduzidas para espanhol. 
Em 10 de Março de 1953, Karl Böhm é contratado pela Deutsche Grammophon. O primeiro trabalho discográfico gravado é a Sinfonia nº 5 de Beethoven, com a orquestra filarmónica de Berlim. 

### Década de 1960
Na década de 1960, Karl Böhm dirige em Beirute (1962), a ópera de Richard Wagner, Tristão e Isolda; dirige a ópera de Beethoven, Fidelio (1963), no Teatro Nissei, em Tóquio. 
Em 1964, dirige o hino olímpico, de Richard Strauss, na abertura dos Jogos Olímpcios de Innsbruck. 

### Década de 1970
No início da década seguinte, Böhm trabalha numa nova produção da obra Salomè, de Strauss, e, em 1971, atua pela primeira vez em Moscovo, dirigindo a Orquestra Filarmónica de Viena, na Sinfonia nº 9, de Beethoven. No início de 1973, Karl Böhm é aplaudido entusiasticamente em Paris, quando rege Parsifal, de Richard Wagner. Em 1974, grava a primeira produção de uma ópera, em Salzburgo, com Così fan tutte. 
Sempre dedicado a Richard Strauss, Böhm doa à Filarmônica de Viena os rascunhos das composições Ariadne auf Naxos e Die Frau ohne Schatten, daquele compositor.
No primeiro dia de janeiro de 1977 Karl Böhm assina um contrato de exclusividade com a Polydor International. No mesmo ano, o maestro faz a sua primeira atuação, com a Royal Opera, em Convent Garden, com a ópera Le Nozze di Figaro.

## Últimos anos
Em 1978, Karl Böhm completa 40 anos, como maestro, do Festival de Salzburgo. Da sua extensa carreira, dirigiu 52 concertos para orquestra e 270 óperas, das quais 168 de Mozart. No ano seguinte, em 28 de Agosto de 1979, no seu 85.º aniversário, o maestro dirige a gala com a nova produção de Ariadne auf Naxos, na cidade de Salzburgo.
Karl Böhm faz a sua última gravação, para a Deutsche Grammophon, em novembro de 1980, com a Sinfonia nº 9 de Beethoven. Morre em 1981, a 14 de agosto, em Salzburgo.

## Vida familiar
Karl Böhm casou em 1927 com a cantora Thea Linhard, de quem teve um filho em 1928, de nome Karlheinz Böhm. 

## Prémios e reconhecimentos
- Medalha de Ouro da cidade de Salzburgo – 1959
- Diretor Musical Geral da Áustria (Österreichischen Generalmusikdirector) – 1964. Nomeação feita pelo Presidente da Áustria
- Cidadão Honorário de Salzburgo – 1964
- Gramofone de Ouro da Deutsche Grammophon Gesellschaft – 1970
- Maestro Honorário da Orquestra Filarmónica de Hamburgo – 1974
- Presidente Honorário da Orquestra Sinfónica de Londres – 1977
- Maestro Honorário da Bavarian State Opera – 1978
- Cidadão Honorário de Viena - 1978
- Membro Honorário da Bavarian State Opera – 1979
- Membro Honorário do Staatstheater, de Darmstadt – 1980

Em 1974, o Ministro da Educação e Arte da Áustria, cria o Prémio Karl Böhm para jovens maestros. 
No total, Karl Böhm recebeu 64 prémios devidos pelos seus trabalhos para a Deutsche Grammophon. De entre eles, destacam-se:
- Prix Mondial du Disque
- Grammy (EUA)
- Edison Prize
- Record Academy Prize (Tóquio)
- Grand Prix International du Disque, Academie Chrles Cros
- Grand prix national du Disque, Académie du Disque français
- Grand Prix des Discophiles
- Deutscher Schallplattenpreis
- Wiener Flötenuhr

Ordens recebidas:
- Ordem de Honra da província de Salzburgo – 1959
- Grã-Cruz de Mérito da República Federal da Alemanha – 1964
- Medalha de Prata de Brahms, da cidade de Hamburgo
- Diploma de Honra pelas gravações efetuadas de música clássica - 1974